# 一九零人政制方案
一九零人政制方案是由香港民主派牽頭，於1986年百多個社運、壓力團體領袖要求基本法起草委員會於《基本法》加入的政制方案。
1984年《中英聯合聲明》簽訂，數以千計的市民出席開始在高山劇場舉辦的「高山大會」討論《香港基本法》的起草和未來政制問題。高山大會要求基本法起草委員會在《基本法》內容加入民主政制。
1986年發表的「一九零人政制方案」支持普選行政長官及1997年至少有半數立法局議席由直選產生。11個民間團體亦以此為基礎在10月27日組成了民主政制促進聯委會（民促會）。同時間關於政制的民間方案還有工商界的「八十九人方案」和基本法草委查良鏞的查良鏞方案。